# Damithrax pleuracanthus
Damithrax pleuracanthus is een krabbensoort uit de familie van de Mithracidae. De wetenschappelijke naam van de soort werd in 1871 voor het eerst geldig gepubliceerd door William Stimpson als Mithrax pleuracanthus.